# Wakefield Castle

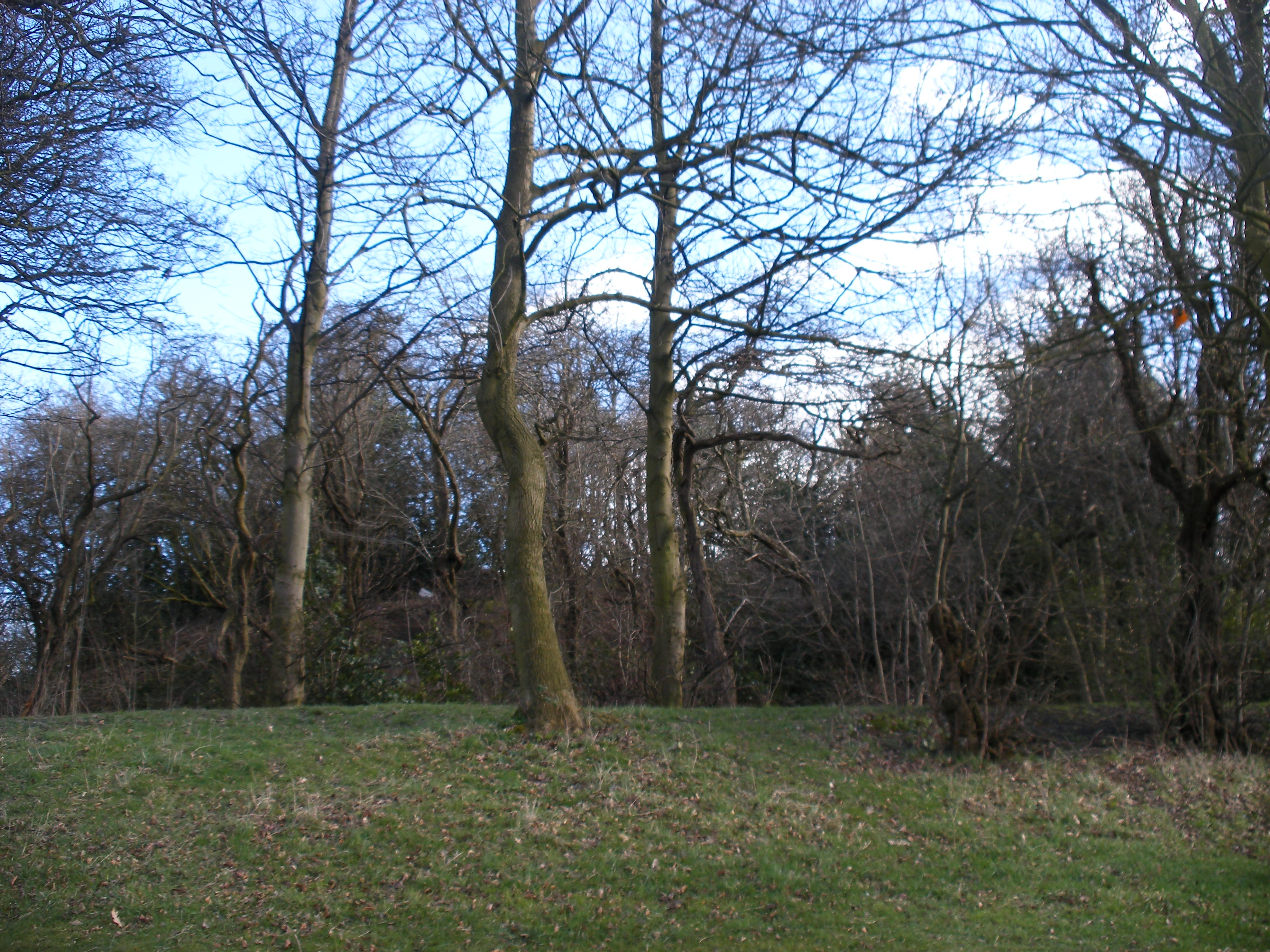
Grasbedeckte Erdwerke und baumbewachsener Mound von Wakefield Castle

Wakefield Castle, auch Lowe Hill oder Lawe Hill, ist eine Burgruine auf einem Hügel bei Wakefield in der englischen Verwaltungseinheit West Yorkshire. Die Motte wurde im 12. Jahrhundert am Nordufer des River Calder errichtet. Der Name ist vom angelsächsischen hlaew (dt.: Mound oder Hügelgrab) abgeleitet. Der Mound, etwa 400 Meter entfernt vom Fluss, war von der Stadt durch flaches, sumpfiges Land getrennt und galt als guter Ort für eine Festung.
William de Warenne, 3. Earl of Surrey, ließ vermutlich mit dem Bau der Burg beginnen. Ein Graben, 1,8 Meter tief und 13 Meter breit wurde gegraben und ein Mound von etwa 12 Meter Höhe und einem Durchmesser von 15 Meter mit flachem Gipfel aufgeschüttet. Die Burg hatte zwei Burghöfe, die mit Holzpalisaden befestigt waren. Dort befanden sich Stallungen, Werkstätten und Unterkünfte für die Soldaten.
Wakefield Castle und das benachbarte Sandal Castle wurden 1318 Thomas Plantagenet, 2. Earl of Lancaster, zu Lehen gegeben und 1324 betraute König Eduard II. Richard Moseley mit ihrer Besorgung. Es ist nicht bekannt, wann die Burg zerstört wurde, aber ein “großer Sturm”, der 1330 großen Schaden in Wakefield anrichtete, mag die Ursache dafür gewesen sein. 1953 durchgeführte Ausgrabungen legten den Schluss nahe, dass Wakefield Castle vermutlich ohne Genehmigung des Königs errichtet worden war und so unvollendet aufgegeben wurde.
Im Juli 1558 wurde ein Leuchtfeuer auf Lowe Hill angezündet, um die Bevölkerung zu warnen, weil die spanische Armada vor The Lizard in Cornwall gesichtet worden war.
Von der Burg sind nur wenige Überreste erhalten, die als Scheduled Monument gelten. Sie liegen heute im Thornes Park und bestehen aus dem mit Bäumen bewachsenen Mound und einigen Erdwerken. Das Gelände ist öffentlich zugänglich.